# Ceraphron somali
Ceraphron somali är en stekelart som beskrevs av Paul Dessart 1979. Ceraphron somali ingår i släktet Ceraphron och familjen pysslingsteklar. Inga underarter finns listade i Catalogue of Life.